# Silvestre G. Mariscal
Silvestre G. Mariscal (Atoyac de Álvarez, Guerrero; 1874 - Municipio de La Huacana, Michoacán; 31 de mayo de 1920) fue un militar mexicano que participó en la revolución mexicana en su estado natal. Fue gobernador de Guerrero entre 1917 y 1918.

## Biografía
Hijo de Julián Dionisio y de Ascensión González. Se graduó de profesor en el Instituto Literario del estado de Guerrero, en marzo de 1892. En 1910, fue síndico procurador del ayuntamiento de Atoyac, y, al año siguiente, administrador de correos. El 26 de abril de 1911, se incorporó a la lucha revolucionaria bajo las órdenes de Francisco I. Madero. Participó en contiendas de casi todo el estado, y aun fuera de él; se inició en San Jerónimo de Juárez, y fue ascendido a coronel; tomó Acapulco, Coyuca de Benítez y Pie de la Cuesta.
El 19 de julio de 1911, contrajo matrimonio con Eloísa García con la que procreó 4 hijos. Se trasladó al estado de Morelos a militar en las filas del general Ambrosio Figueroa Mata, y el 28 de diciembre del mismo año regresó a Guerrero para seguir en la lucha armada. El 1 de enero de 1914 fue ratificado como coronel, al frente del 30 Cuerpo de Infantería de Milicias Auxiliares del Ejército; combatió a Julián Blanco en la cañada del Pajarito y de Tierra Colorada; en Acapulco, a los revolucionarios de Andrés Carreto y de Silverio Zequeida.
El 7 de julio de 1914, fue nombrado comandante de la Guarnición de Acapulco, para suplir al coronel Luis Guevara. Se enfrentó a Julián Blanco en Pie de la Cuesta, y el 21 de agosto de ese año reconoció al gobierno de Venustiano Carranza; el 25, recibió órdenes de éste para movilizarse a Pinotepa Nacional, donde se encontró con Juan José Bañucio. En diciembre de 1914, emprendió campaña contra los zapatistas en Chilpancingo, ocupado entonces por el general Pascual Morales y Molina; en Zumpango, se impuso a Jesús H. Salgado, y después, en Chichihualco, doblegó a los rebeldes.
El 9 de enero de 1915, ascendió a general brigadier, y el 13 de marzo, el jefe del Ejército Constitucionalista, Venustiano Carranza, lo nombró jefe de Operaciones Militares en el estado de Guerrero, por su desempeño eficaz en varios sitios de la entidad.
El 8 de noviembre de 1916, Carranza lo nombró gobernador provisional del estado de Guerrero, sustituyendo a Simón Díaz Estrada.  Sin perjuicio de desempeñar las funciones de jefe de Operaciones, continuó combatiendo. El 2 de junio de 1917, entregó la gubernatura a Julio Ádams, para presentarse como candidato a gobernador constitucional. El 21 de julio, tomó posesión en Acapulco, y trasladó los poderes a Chilpancingo el 26 de noviembre. El 1 de diciembre de 1917, inició labores.
El 29 de mayo de 1920, fue aprehendido en una emboscada que le tendieron en Higuerita los voluntarios de Arteaga al mando de Juan Millán, donde resultó herido. El 31 de ese mes y año, cuando era conducido a Ario de Rosales, fue ejecutado en el camino que comunica de San Miguel Silahua, en el Municipio de La Huacana, a Cueramo, junto con el ingeniero Raúl Vásquez.